# Iso Metsälampi
Iso Metsälampi är en sjö i kommunen Hirvensalmi i landskapet Södra Savolax i Finland. Sjön ligger 89,8 meter över havet. Arean är 82 hektar och strandlinjen är 8,91 kilometer lång. Sjön  ingår i Kymmene älvs huvudavrinningsområde.   Den ligger omkring 29 kilometer väster om S:t Michel och omkring 190 kilometer nordöst om Helsingfors. 